# Swystunowe
Swystunowe (ukr. Свистунове) – wieś na Ukrainie, w obwodzie dniepropetrowskim, w rejonie krzyworoskim, w hromadzie Hreczani Pody. W 2001 liczyła 297 mieszkańców, spośród których 278 wskazało jako ojczysty język ukraiński, 16 rosyjski, a 3 białoruski.